# Comödie Fürth
Die Comödie Fürth ist ein Gastspieltheater in Fürth.
Die Aufführungen finden im Berolzheimerianum, einem 1904–1906 auf Grund einer Stiftung von Heinrich Berolzheimer als Volksbildungsstätte erbauten Jugendstilbau in der Theresienstraße nahe dem Hauptbahnhof statt. Das Berolzheimerianum steht unter Denkmalschutz und wurde 1998 von den vier Betreibern Volker Heißmann, Martin Rassau, Marcel Gasde und Michael Urban komplett renoviert. Die Betreiber hatten in den 1990ern zunächst in Nürnberg die Kleine Komödie eröffnet, bevor sie 1998 in ihre Heimatstadt Fürth umzogen. 
Die Comödie Fürth unterhält unter anderem eine Partnerschaft mit dem Hamburger Ohnsorgtheater. In der Comödie treten an rund 300 Tagen im Jahr neben den Hausherren Heißmann und Rassau auch namhafte Comedians, Kabarettisten sowie bekannte Stars deutscher Boulevardtheater auf. Außerdem war die Comödie Schauplatz zahlreicher offizieller Veranstaltungen der Stadt, unter anderem der Aufstiegsfeier der SpVgg Greuther Fürth in die Fußball-Bundesliga.
Das Theater selbst bietet 380 Plätze im Großen Saal im Obergeschoss sowie 80 Plätze im kleineren „Lachsalon“ im Erdgeschoss, welcher mittlerweile primär durch die reguläre Gastronomie genutzt wird. Darüber hinaus verfügt es über ein eigenes Restaurant („Grüner Brauhaus“, benannt nach der 2011 durch die Firma Tucher Bräu wiederaufgelebten Biermarke), eine Bar sowie einen Sommergarten.
Die Comödie Fürth fungiert auch als Veranstalter des örtlichen Fürth-Festivals auf der Fürther Freiheit, einer kostenlosen Open-Air-Veranstaltung mit mehreren zehntausend Besuchern sowie des alle zwei Jahre stattfindenden Sommernachtsballes im Fürther Stadtpark mit regelmäßig rund 7000 Gästen.